# カーフ (クルアーン)
『カーフ』とは、クルアーンにおける第50番目の章（スーラ）。45の節（アーヤ）から成る。
章の冒頭に神秘文字（Muqatta'at、本章ではق）が置かれているもの（計29スーラ）のうちの一つ。